# 陶幼學
陶幼學（1525年—？），字子行，浙江紹興府會稽縣人，民籍，明朝政治人物。

## 生平
浙江鄉試第二十三名舉人。嘉靖三十八年（1559年）中式己未科會試第一百五十三名，二甲第二十八名進士。历官工部虞衡司郎中，隆慶六年（1572年）二月升福建按察司副使，巡视海道。萬曆三年（1575年）十月升江西右参政，六年八月升按察使，七年六月升雲南右布政使，八年四月轉左布政使，九年十二月被兵科给事中杨廷相弹劾，令致仕。

## 家族
曾祖陶愫；祖父陶試，訓導；父陶廷奎，武學訓導 封監察御史。母商氏（封孺人）。具庆下。兄陶大有（知府）、陶惟學、陶大年（布政司參議）、陶承學（知府）。弟陶大順（贡士）、陶大臨（编修）、陶勉學、陶来學、時學、典學、永學、本學、古學。